# Geografia de Mart

Mapa topogràfic de Mart, preses pel Mars Global Surveyor. Les formacions principals visibles inclouen els volcans de Tharsis en l'oest (incloent el Mont Olimp), el Barris Marineris a l'est de Tharsis i, i el cràter Hellas en l'hemisferi sud.

La «geografia» de Mart, també coneguda com a areografia, aborda la delineació i caracterització de regions geogràfiques de Mart. La geografia marciana se centra principalment en el que es coneix com a geografia física en la Terra; això és la distribució de característiques físiques al voltant de Mart i les seves representacions cartogràfiques.

## Història

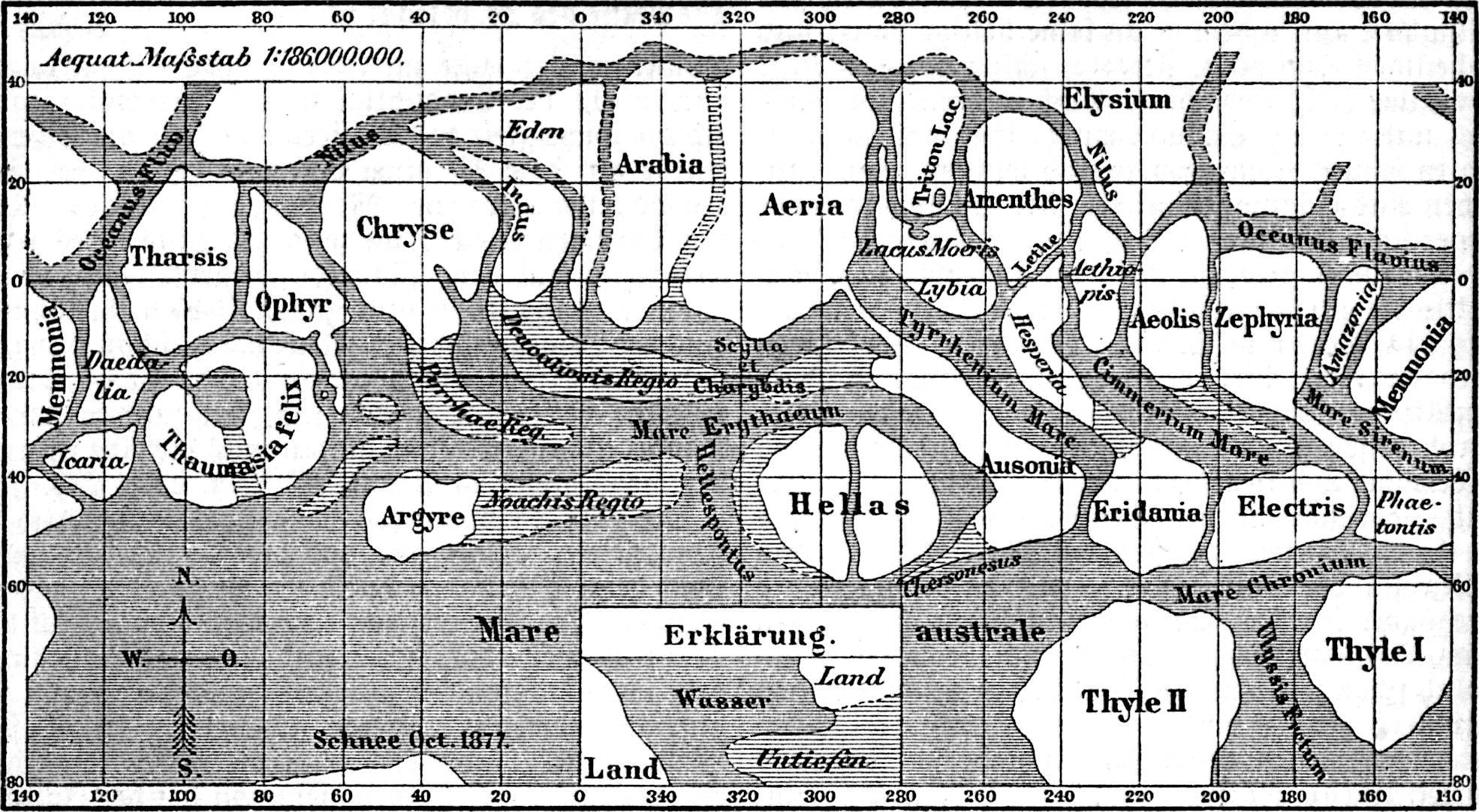
Mapa de Mart per Giovanni Schiaparelli.

Les primeres observacions van ser, per descomptat, des de telescopis en la superfície terrestre. La història d'aquestes observacions estan marcades per les oposicions de Mart, quan el planeta està més prop de la Terra i per això és més fàcilment visible, la qual cosa ocorre una vegada cada parell d'anys. Fins i tot més notables són les oposicions perihèl·liques de Mart, que ocorren cada 16 anys, aproximadament, i es distingeixen perquè Mart es troba pròxim al periheli, aproximant-lo encara més a la Terra.
Al setembre de 1877, (una oposició perihèl·lica havia ocorregut el 5 de setembre), l'astrònom italià Giovanni Schiaparelli va publicar el primer mapa detallat de Mart. Aquests mapes contenien característiques que ell va denominar canali ("canals"), que més tard es va demostrar eren únicament il·lusions òptiques. Es va suposar que aquests canali eren línies llargues i primes en la superfície de Mart, a les quals ell va donar noms de rius famosos de la Terra.
Seguint aquestes observacions, es va sostenir durant llarg temps la creença que Mart contenia vasts mars i vegetació. No va ser fins que naus espacials van visitar el planeta durant el programa Mariner de la NASA en els anys 60, que aquests mites van ser contestats. Alguns mapes de Mart van ser elaborats usant dades d'aquestes missions, però no va anar fins a la missió Mars Global Surveyor, llançada en 1996 i conclosa en 2006, quan es van obtenir complets i elaborats mapes.

## Topografia

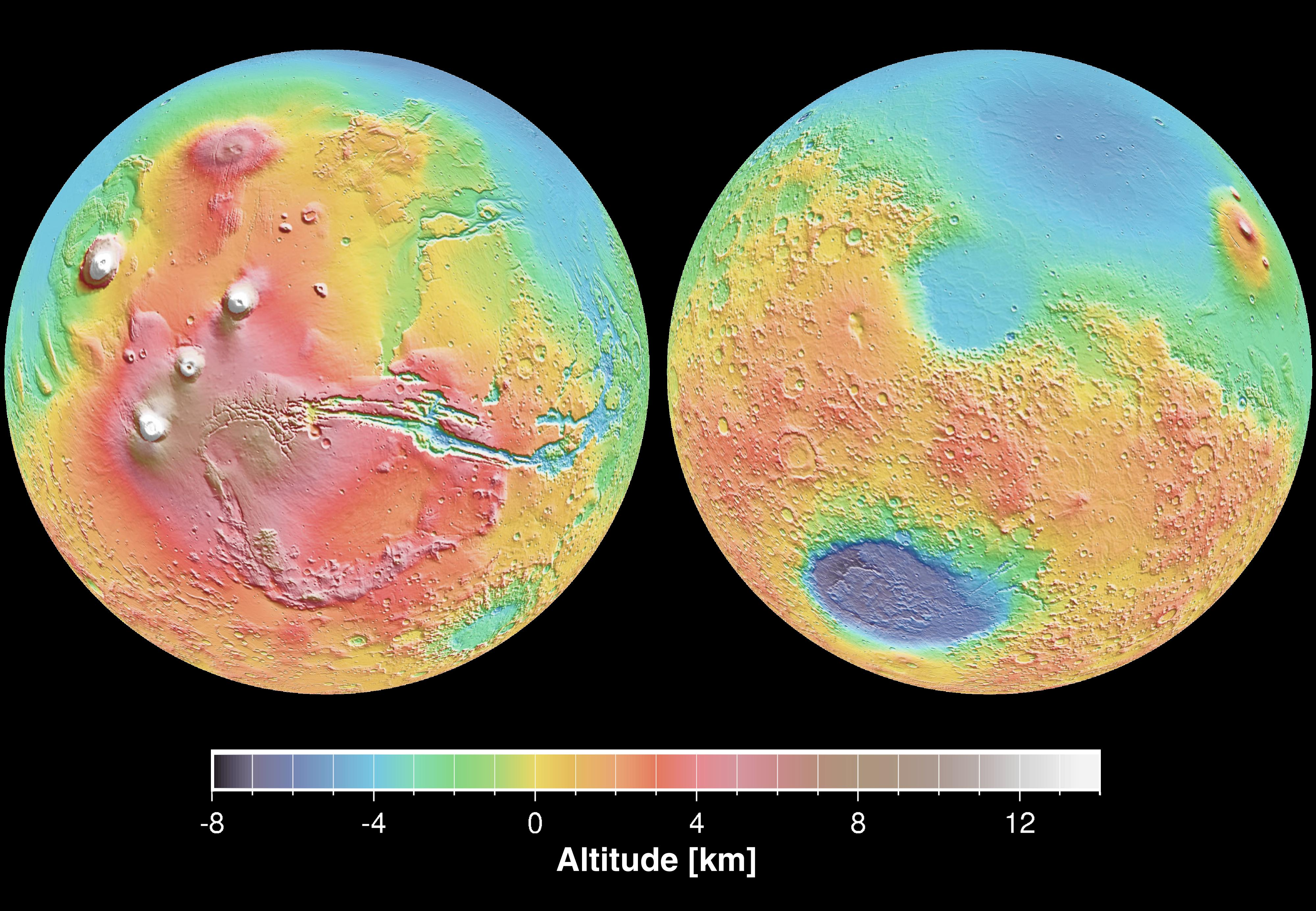
Mapa d'elevació de Mart basat en les dades del Mars Global Surveyor

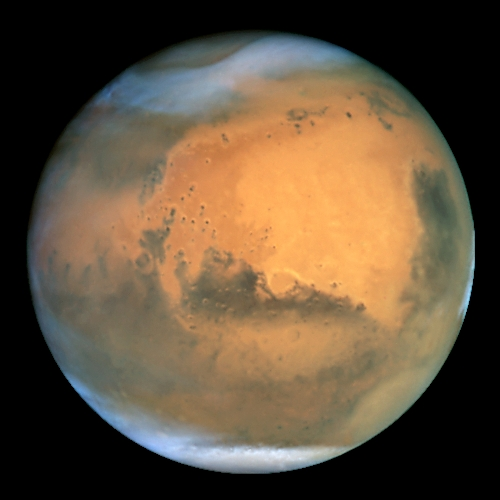
Mart, 2001, amb els casquets polars visibles

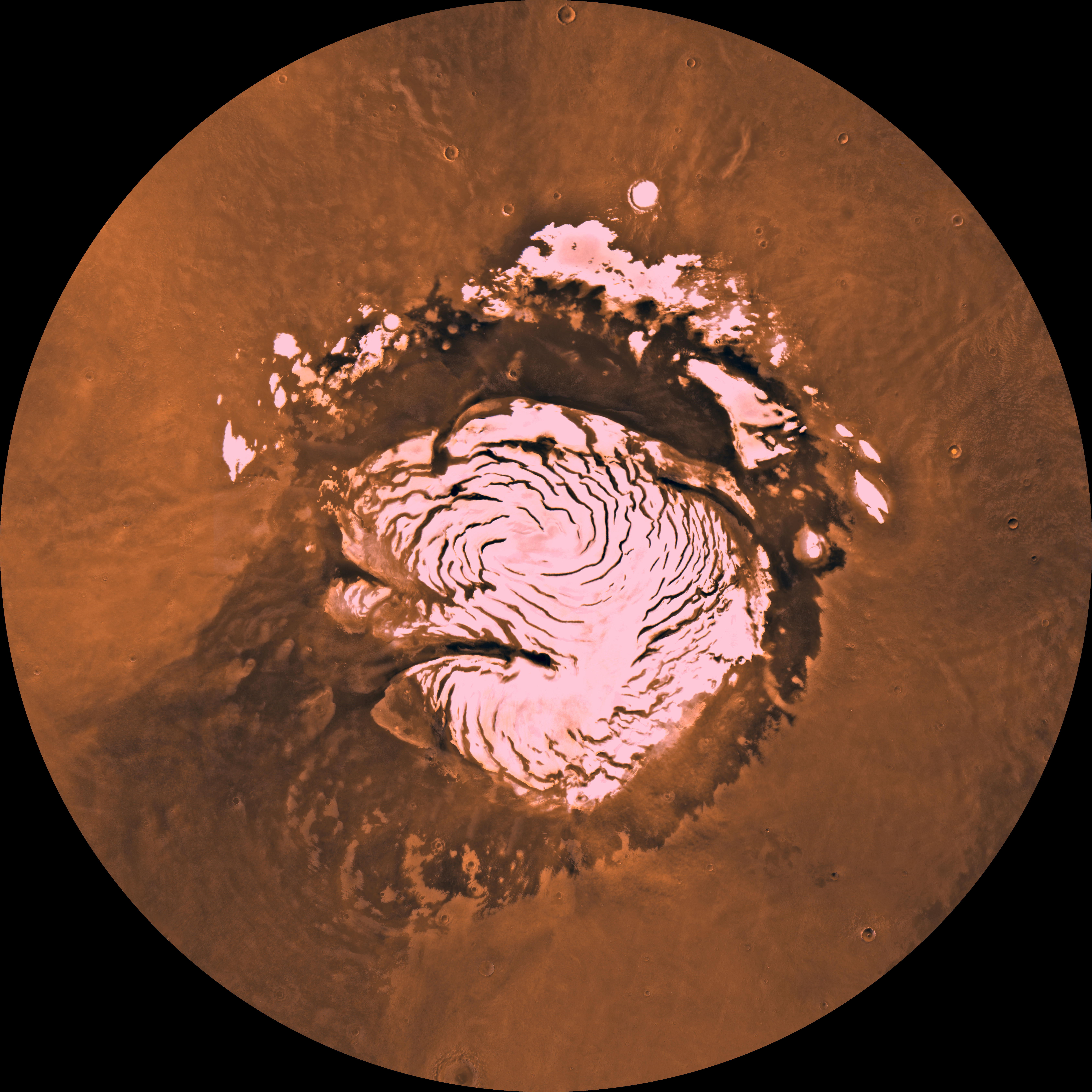
Regió del pol nord amb casquet de gel visible (Cortesia: NASA / JPL-Caltech.)

La topografia marciana ve marcada per una dicotomia destacada: al nord abunden les planes allisades per colades de lava, en contrast amb els terrenys muntanyosos del sud, accidentats i poblats de cràters d'impacte antics. La superfície de Mart vista des de la Terra està, dividida en dos tipus d'àrees, amb diferents albedos. Les planes més pàl·lides cobertes de pols i sorra rica en òxids de ferro de tons vermellosos foren antigament concebudes com a 'continents' marcians, i així se'ls va assignar noms com Arabia Terra o Amazonis Planitia. Els terrenys més foscos van ser llavors concebuts com mars, i se'ls va assignar noms com Mare Erythraeum, Mare Sirenum i Aurorae Sinus. El terreny fosc més gran vist des de la terra és Syrtis Major.
El volcà escut Olympus Mons és, amb els seus 26 km d'altura, la muntanya coneguda més alta del sistema solar. El volcà es troba en un vast territori muntanyós conegut com a Tharsis, que conté altres grans volcans.(Ascraeus Mons, Pavonis Mons i Arsia Mons) La regió de Tharsis conté així mateix el sistema de canons més gran del sistema solar, el Valles Marineris, que mesura uns 4.000 km de llarg i arriba 7 km de profunditat. Mart és un planeta marcat per un gran nombre de cràters d'impacte. El més gran d'ells és Hellas Planitia, cobert per sorra de tons vermellosos clars.
Mart presenta dues capes polars de glaç permanent: una al nord, localitzada en el Planum Boreum, i una altra al sud, al Planum Australe.
La diferència entre els punts més alt i més profund de Mart és d'uns 31 km (des del cim del Mont Olimp a una altitud de 26 km, fins al fons del cràter d'Hellas Planitia a una profunditat de 4 km per sota del datum). En comparació, la diferència entre els punts més alt (Everest) i més profund (Fossa de les Marianes) de la Terra és de només 19,7 km. Combinats amb la diferència en els radis d'ambdós planetes, aquestes dades signifiquen que Mart és prop de tres vegades més rugós que la Terra.
El Working Group for Planetary System Nomenclature, de la Unió Astronòmica Internacional és l'òrgan responsable dels noms assignats als accidents geogràfics marcians.

### Nivell de la mar
Com que Mart no té oceans, i per això no té 'nivell del mar', és convenient definir un nivell arbitrari d'elevació zero o "datum" per cartografiar la superfície. El datum es defineix per Mart en termes de l'altura a la qual l'aire té una pressió particular, a una temperatura propera al punt de fusió de l'aigua: una pressió de 610,5 Pa (6,105 mbar), aproximadament el 0,6% de la pressió terrestre, a la temperatura de 273,16 K. Aquesta pressió i temperatura corresponen amb el punt triple de l'aigua. Les condicions en Mart són tan diferents de les de la Terra, que les altituds de Mart no haurien de ser directament comparades amb les de la Terra per a propòsits com trobar vida, potencials regions aptes per establir colònies, etc ..
El 2001, les dades de la Mars Orbiter Laser Altimeter van conduir a una nova convenció d'elevació zero definida com a superfície equipotencial (gravitacional més rotacional) el valor mitjà de l'equador és igual al radi mitjà del planeta.

### Meridià zero
L'equador marcià està definit per la seva rotació, però la localització del seu meridià zero (l'equivalent marcià del meridià de Greenwich) fou especificat com en el cas de la Terra, per l'elecció d'un punt arbitrari que va ser acceptat per observadors posteriors. Els astrònoms alemanys Wilhelm Beer i Johann Heinrich Mädler van escollir un petit accident circular com a punt de referència quan van produir el primer mapa sistemàtic de Mart entre els anys 1830-1932. En 1877, la seva elecció va ser adoptada com el meridià zero per l'astrònom Giovanni Schiaparelli quan va començar a treballar en el seu mapa de Mart. A partir de la gran quantitat d'imatges i dades de la superfície de Mart aportades per la missió Mariner 9 al 1972, Merton Davies de la RAND Corporation prengué com a definició més precisa de la longitud 0,0 un petit cràter (posteriorment anomenat Airy-0), localitzat en el Sinus Meridiani al llarg de la línia de Beer i Mädler.

### Mapa interactiu de Mart
El següent mapa d'imatge del planeta Mart conté enllaços interns a característiques geogràfiques destacant les ubicacions de Rovers i mòduls de descens. Feu clic en les característiques i us enllaçarà a les pàgines dels articles corresponents. El nord està a la part superior; les elevacions: vermell (més alt), groc (zero), blau (més baix).

## Nomenclatura antiga
Encara que més recordats per fer mapes de la Lluna des de 1830, Johann Heinrich von Mädler i Wilhelm Beer van ser els primers "areàgrafs". Van començar per establir que molts dels elements que veien eren permanents, determinant així el període de rotació del planeta. En 1840, Mädler va combinar deu anys d'observacions per crear el primer mapa de Mart. En lloc d'atorgar noms al que veien, Beer i Mädler simplement els van assignar lletres. D'aquesta manera, Sinus Meridiani va passar a ser "a".
En les dues següents dècades, conforme els instruments milloraven i el nombre d'observadors augmentava, alguns d'aquests elements van adquirir noms populars. Per donar alguns exemples, Solis Lacus es va conèixer com a "Oculus" (l'ull), i Syrtis Major va ser conegut com a "Mar del rellotge de sorra" i l'"Escorpí". En 1858, l'astrònom jesuïta Angelo Secchi va establir el "Canal Atlàntic" per. Secchi va comentar que semblava complir el mateix paper que l'Atlàntic, separant el Nou del Vell continent. Aquesta va ser la primera vegada que es va usar el terme canal en un accident del terreny marcià.
En 1867, Richard Anthony Proctor va dibuixar el seu propi mapa de Mart, basant-se, de vegades de manera vaga, en els primerencs dibuixos del reverend William Rutter Dawes, fets en 1865, els millors disponibles en el moment. Proctor va explicar el seu sistema de nomenclatura dient: "He aplicat als diversos elements els noms d'aquells observadors que han estudiat les peculiaritats físiques de Mart." Aquí hi ha alguns dels seus noms, al costat dels que va proposar Schiaparelli: 
- Mar de Kaiser = Syrtis Major
- Terra de Lockyer = Hellas Planitia
- Mar principal = Lacus Moeris
- Estret de Herschel II = Sinus Sabaeus
- Continent de Dawes = Aèria Terra i Arabia Terra
- Oceà De La Rue = Mare erythraeum
- Mar de Lockyer = Solis Lacus
- Mar de Dawes = Tithonius Lacus
- Continent de Mädler = Chryse Planitia, Ophir, Tharsis
- Mar de Maraldi = Maria Sirenum i Cimmerium
- Continent de Secchi = Memnonia
- Mar de Hooke = Mare Tyrrhenum
- Terra de Cassini = Ausonia
- Continent de Herschel I = Zephyria, Aeolis, Aethiopis
- Terra de Hind = Libya Montes

La nomenclatura de Proctor ha estat criticada sovint principalment per haver honrat principalment a astrònoms anglesos, però també perquè alguns apareixia més d'una vegada. Particularment, Dawes apareixia sis vegades: en un oceà, un continent, un mar, un estret, una illa, i una badia. En qualsevol cas, els noms de Proctor no mancaven d'encant, i van ser la base per a molts altres noms donats amb posterioritat als elements visibles de Mart.

## Nomenclatura moderna
En l'actualitat, els noms en Mart deriven de moltes fonts. Moltes de les característiques de l'albedo mantenen els seus noms, però sovint han estat modificades per reflectir els nous coneixements de què es disposa. Per exemple, Nix Olympic (les neus de l'Olimp) van passar a ser el Olympus Mons (Mont Olimp).
Els cràters grans de Mart es nomenen a partir de científics i d'escriptors de ciència-ficció, els més petits porten noms de ciutats de la Terra.
Alguns d'aquests elements estudiats pel Mars Exploration Rover reben noms o sobrenoms temporals. No obstant això, alguns d'aquests objectes més notables com els Turons Columbia (Columbia Hills en anglès) van rebre nom en record dels set astronautes que van morir a la destrucció del Transbordador espacial Columbia, en l'esperança que aquests noms siguin fets permanents per Unió Astronòmica Internacional.